# Anomaloglossus blanci
Anomaloglossus blanci é uma espécie de anfíbio anuros da família Aromobatidae. Está presente na Guiana Francesa. A UICN classificou-a como vulnerável.